# اسپینسا د بییاگنسالو
اسپینسا د بییاگنسالو (به اسپانیایی: Espinosa de Villagonzalo) یک شهرستان در اسپانیا است که در استان پالنسیا واقع شده‌است.

## خصوصیات
اسپینسا د بییاگنسالو ۳۸ کیلومترمربع مساحت و ۲۲۶ نفر جمعیت دارد.